# Balián de Ibelín (senescal de Chipre)
Balián de Ibelín, nacido en 1240 y muerto en 1302, fue Senescal de Chipre. Era hijo de Guido de Ibelín, Condestable de Chipre, y Felipa de Berlais.
Se casó con Alicia de Lampron, nieta de Estefanía de Barbaron y de Raimundo Rubén de Antioquía. Tuvieron a:
- Guido de Ibelín, senescal de Chipre (1238-1308)
- María de Ibelín, casada en 1299 con Rubén de Montfort
- Isabel de Ibelín, casada con Juan de Ibelín